# Панамский лазающий хомяк
Панамский лазающий хомяк (Tylomys panamensis) — вид грызунов из рода Tylomys подсемейства лазающих хомяков (Tylomyinae) семейства хомяковых (Cricetidae). Вид впервые был научно описан Джоном Э. Греем в 1873 году как Neomys panamensis. Включение вида в род Tylomys было предложено Эдуардом Луи Труэссаром в 1897 году. Типовое местонахождение находится в Панаме, как это и отражено в видовом названии. Долгое время панамский лазающий хомяк был известен только по двум экземплярам, собранным в 1850-х годах. Национальный парк Дарьен, расположенный в провинции Дарьен на востоке Панамы, указан как место обитания этого вида. Международный союз охраны природы (МСОП) внёс Tylomys panamensis в Красный список угрожаемых видов как вид с дефицитом данных (DD — данные отсутствуют). Подвиды у панамского лазающего хомяка не описаны.

## Систематика
Первое научное описание данного вида принадлежит перу Джона Э. Грея, он выполнил его в 1873 году использовав название Neomys panamensis. Включение вида в род Tylomys было предложено Эдуардом Луи Труссаром в 1897 году. Типовое местонахождение — Панама. Подвиды у этого вида не описаны.

### Кариотип
Хромосомный набор этого вида: 2n = 52. Самая большая пара хромосом субметацентрическая, две самые маленькие пары — субметацентрические, ещё 22 пары акроцентрические. Х-хромосома субметоцентрическая, а Y-хромосома субтелоцентрическая.

### Телосложение
Панамский лазающий хомяк очень похож на серую крысу. Информация о массе тела отсутствует. Волосы на спинной части темно-серые (черноватые), на брюшке, на горле и на внутренних частях конечностей — белого цвета. Бока головы и туловища бледные. Наружные поверхности конечностей коричневые. Волосы на спине относительно длинные. Хвост длинный, голый, двухцветный. Две трети хвоста темного цвета, а остальная часть белого цвета. Размеры Tylomys panamensis известны следующие: длина тела 226 мм, длина хвоста 199 мм.

## Образ жизни
Панамский лазающий хомяк в Панаме ведёт ночной образ жизни (с 21.00 до 06.00 часов), частично ему свойственен древесный образ жизни. По-видимому, он мало социален и преимущественно живёт как одиночка. Животное, наблюдаемое в национальном парке Дарьен, двигалось по верхнему ярусу джунглей со скоростью 17 см/с.

## Географическое распространение
Типичное местонахождение: Панама. Панамский лазающий хомяк был известен только по двум экземплярам, собранным в 1850-х годах. Национальный парк Дарьен, расположенный в провинции Дарьен на востоке Панамы, указан как место обитания этого вида.

## Экология
В рацион панамского лазающего хомяка входят фрукты и побеги растений.

## Среда обитания
Панамский лазающий хомяк населяет тропические леса, расположенные на высоте около 600 м над уровнем моря. В биотопах этого вида обычны тропическими растениями из рода Bauhinia (семейство Fabaceae), Oenocarpus и атталеи (семейство Пальмовые), орхидеями (семейство Орхидные), Bromelia (Bromeliaceae), папоротниками и эпифитами из семейства Cyclanthaceae и из рода Anturium (Ароидные).

## Охрана
Международный союз охраны природы (МСОП) вносит Tylomys panamensis в Красный список угрожаемых видов как вид с неопределённой угрозой (DD — данные отсутствуют). В коллекциях вид представлен двумя экземплярами, собранным в 1850-е годы.